# Sphaceloma abutilonis
Sphaceloma abutilonis är en svampart som beskrevs av Bitanc. & Jenkins 1951. Sphaceloma abutilonis ingår i släktet Sphaceloma och familjen Elsinoaceae.   Inga underarter finns listade i Catalogue of Life.